# Amt Gadebusch
Het Amt Gadebusch is een samenwerkingsverband van 8 gemeenten in het  Landkreis Nordwestmecklenburg in de Duitse deelstaat Mecklenburg-Voor-Pommeren. Het Amt telt 10.219 inwoners. Het bestuurscentrum bevindt zich in  Gadebusch.

## Gemeenten
1. Dragun (753)
2. Gadebusch, stad * (5.461)
3. Kneese (349), in het zuidwesten, aan de Schaalsee, op de grens met Sleeswijk-Holstein
4. Krembz (876)
5. Mühlen Eichsen (966), in het uiterste oosten, met belangrijke archeologische site uit de IJzertijd
6. Roggendorf (979), direct ten noorden van Kneese
7. Rögnitz (199)
8. Veelböken (636)